# Airspeed Cambridge
Airspeed AS.45 Cambridge byl britský dvoumístný jednomotorový letoun pro pokračovací výcvik vzniklý za druhé světové války u společnosti Airspeed Limited. Projekt skončil ve stadiu prototypů a k jeho sériové produkci nedošlo.

## Vývoj
Airspeeed AS.45 byl navržen v odpověď na požadavek Air Ministry podle specifikací T.4/39 na jednomotorový letoun pro pokračovací výcvik. Jednalo se o dolnoplošník smíšené konstrukce, s křídlem a ocasními plochami ze dřeva a trupem z ocelových trubek, potaženými převážně překližkou, poháněný jedním pístovým motorem, se zatahovacím podvozkem záďového typu.
První ze dvou prototypů poprvé vzlétl 19. února 1941 a jeho zkoušky zjistily nedostatky jak v maximální dosažitelné rychlosti, tak letových vlastnostech při nízkých rychlostech.
Program byl následně opuštěn aniž by došlo k pokusu tyto nedostatky, které - kromě překročené maximální hmotnosti - byly vyhodnoceny jako snadno odstranitelné, napravit, částečně protože pokračovacích cvičných letounů byl dostatek, díky dodávkám typů Master a amerických Harvard, částečně vzhledem k tomu, že pro válečné úsilí měla větší význam ostatní produkce firmy Airspeed, typy Horsa a Oxford.
Prototypy, nesoucí sériová čísla T2449 a T2453, byly v červenci 1942 oficiálně převzaty Royal Air Force, ale jejich další osud není znám.

## Specifikace
Údaje podle

### Technické údaje
- Rozpětí: 12,80 m (42 stop)
- Délka: 11 m (36 stop a 1 palec)
- Výška: 3,38 m (11 stop a 6 palců)
- Nosná plocha: 26,94 m² (290 čtverečních stop)
- Prázdná hmotnost: 860 kg (1 500 liber)
- Vzletová hmotnost: 4 000 kg (8 818 liber) s nákladem
- Pohonná jednotka: 1 × hvězdicový motor Bristol Mercury VIII, pohánějící třílistou vrtuli[1]
- Výkon pohonné jednotky: 733 hp (544 kW)

### Výkony
- Maximální rychlost: 381 km/h (237 mph, 206 uzlů)
- Dolet: 1 094 km (680 mil)
- Praktický dostup: 7 560 m (24 800 stop)
- Výstup do výše 15 000 stop (4 572 m): 12,5 min[1]